# Synoptické evangelium
Jako synoptická evangelia se označují tři evangelia: Matoušovo, Markovo a Lukášovo, která vyprávějí příběh Ježíše Krista podobným způsobem. Liší se tak zřetelně od Janova evangelia, posledního ze svědectví o Ježíšově životě, smrti a zmrtvýchvstání v Novém zákoně.

## Synopse

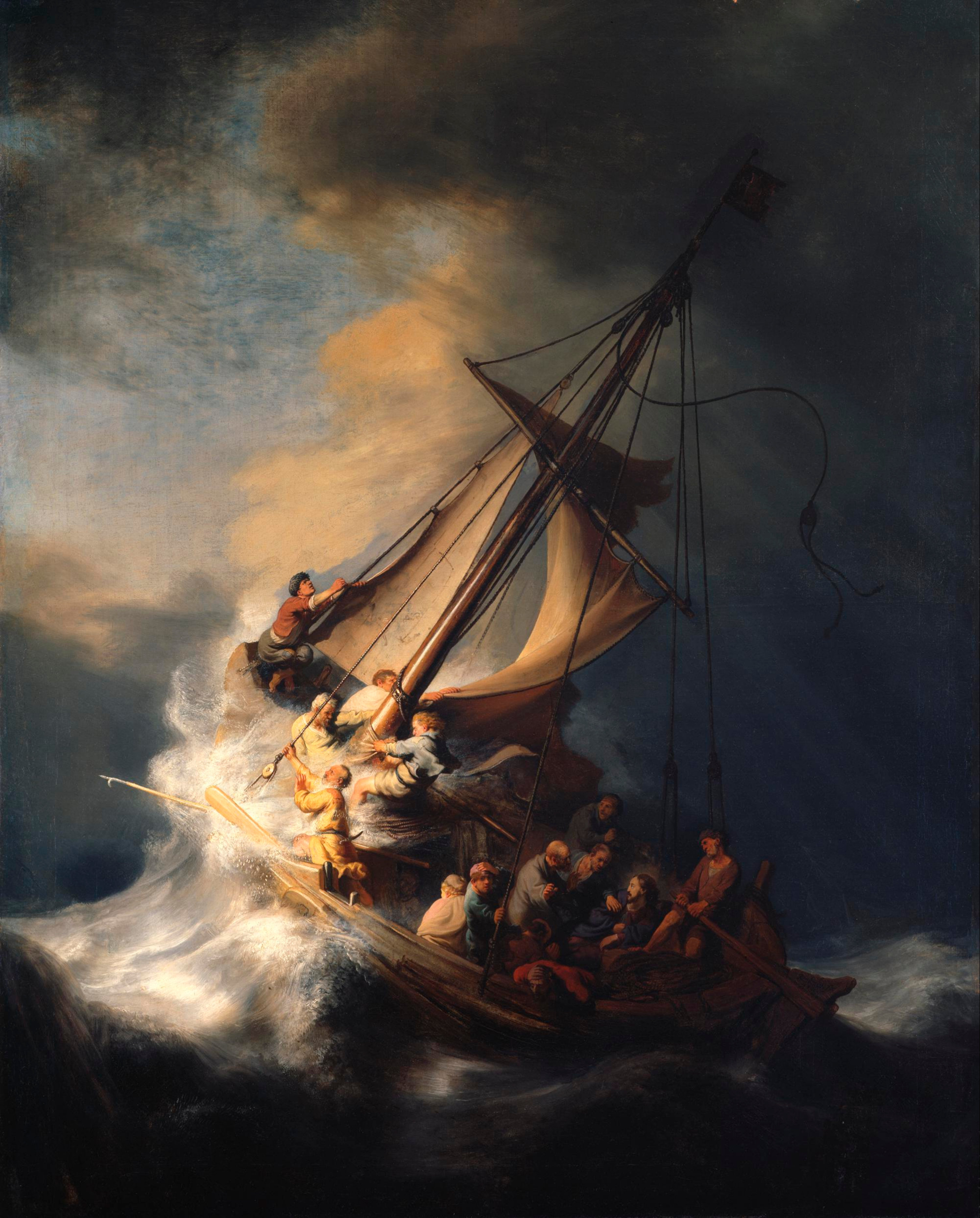
Utišení bouře, zázrak vyprávěný všemi třemi synoptickými evangelii

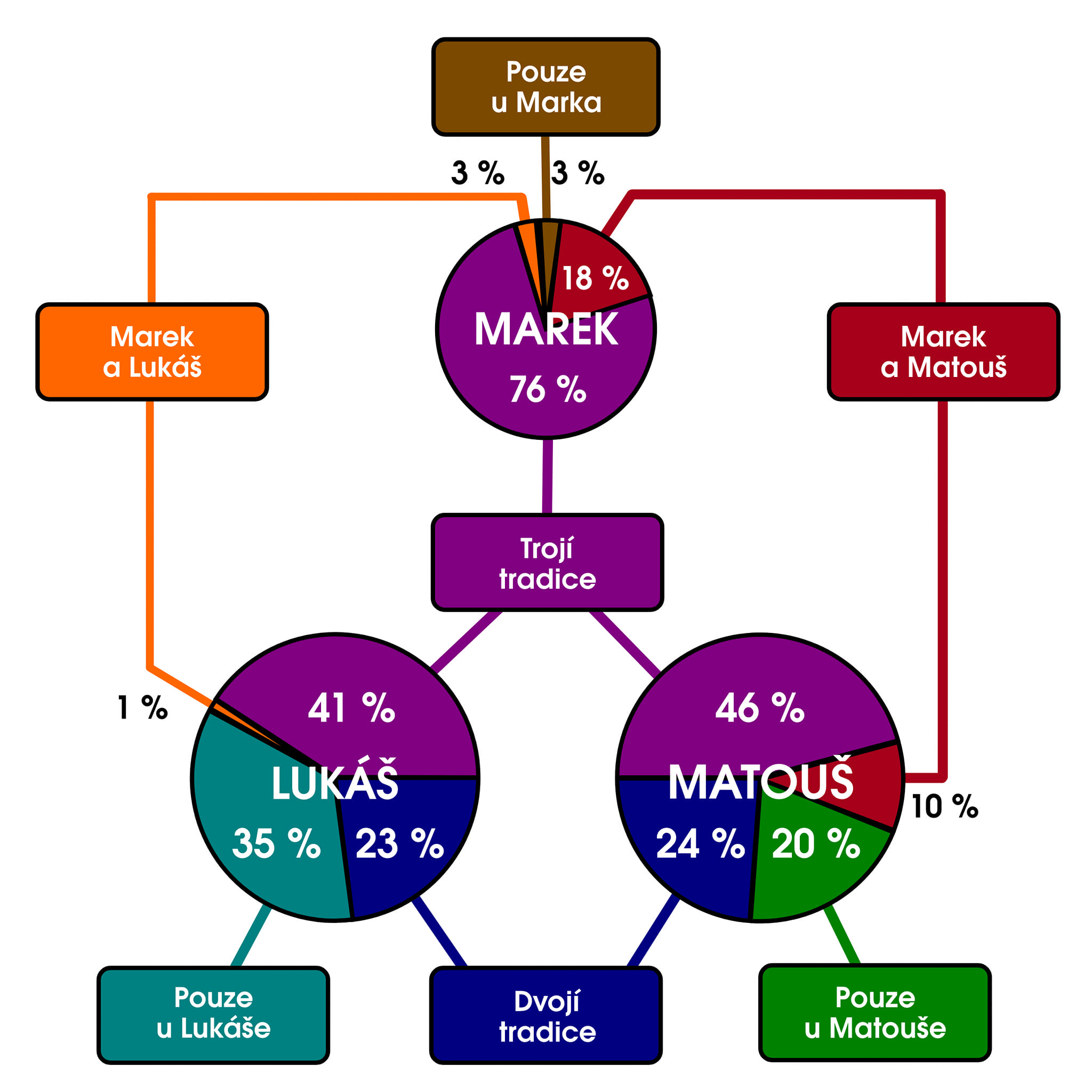
Téměř celý obsah Markova evangelia je obsažen také v evangeliu Matoušově a značná část evangelia podle Marka je podobně obsažena v Lukášově evangeliu. Krom toho obsahují Matoušovo a Lukášovo evangelium velké množství společných textů, které v Markově evangeliu chybí.

Termín synoptický pochází z řečtiny (συν syn = "s", „spolu“; οψις opsis = vidění) a znamená přibližně „přehledný“, „vzájemně porovnatelný“ (zastarale souzorný; synoptik – souzorce). U těchto evangelií to znamená, že jsou si natolik podobná svou strukturou i obsahem, že je možné jejich texty položit vedle sebe a navzájem je porovnávat. Poslední, čtvrté evangelium (Janovo) je zcela odlišné, má jinou strukturu a obsahuje z velké části jiný materiál, proto je řazeno zvlášť mezi tzv. Janovy spisy.

## Vztah evangelií
Z podobnosti materiálu v synoptických evangeliích je zřejmé, že jejich autoři čerpali ze stejných nebo podobných pramenů, a že jsou na sobě navzájem závislí. Jejich filiaci, tedy vzájemný vztah (lidově řečeno „kdo od koho opisoval“) řeší synoptická otázka.
Zpravidla se předpokládá, že nejstarší je Markovo evangelium. Z něho pak patrně čerpal Matoušův i Lukášův text, které měly oba využít i předpokládanou sbírku Ježíšových výroků. Každé z obou mladších synoptických evangelií obsahují i další, odlišné pasáže a jejich autoři proto čerpali i z dalších zdrojů.